# Ратушна Лариса Степанівна
Лариса Степанівна Ратушна, відома також як Ляля Ратушна (9 січня 1921, Тиврів — † 19 березня 1944, Вінниця) — українська радянська підпільниця, у роки Другої Світової війни учасниця Вінницького підпілля, Герой Радянського Союзу (посмертно), почесний громадянин Вінниці.

## Біографія
Народилася 9 січня 1921 року у селищі міського типу Тиврів. В родині її називали Лялею. Здобула середню освіту у Вінниці.
У травні 1938 року — поїхала в Москву і вступила до Московського державного університету імені Ломоносова, на механіко-математичний факультет.
В перший день війни дівчина подала прохання відправити її на фронт, але їй відмовили. Комітет комсомолу мобілізував студентів на охорону університетського корпусу. Лариса мала стаж донора, брала участь у будівництві оборонних рубежів, рила протитанкові рови. Також вчилась на курсах медсестер.
6 вересня 1941 року Лариса вступила до Московського ополчення — у 8-му Червонопресненську дивізію, де сформували полк зі студентів, аспірантів, професорів університету загальною кількістю 1000 осіб. Ляля була санінструктором. В першому бою поблизу Наро-Фомінська потрапила в полон. Після декількох невдалих спроб їй вдається втекти в листопаді 1941 року. Майже два місяці прямувала до окупованої німецькими військами Вінниці. Дісталась міста в лютому (січні) 1942.
Весною 1942 року підпільники здійснили декілька досить вдалих операцій. Організували одночасно втечу 26 військовополонених з м'ясокомбінату, вивели з ладу станції водопостачання, спалили продовольчі склади і млин, убили офіцера СС і поранили гебіткомісара Нольтинга, відправили партизанам 570 гвинтівок, 3 кулемети, 82 автомати, звільнили з концтаборів 1000 військовополонених. Велика роль у цій боротьбі належала групі: Бевз—Любимов—Войцехівський—Ратушна. Група працювала в центрі міста. Ратушна зв'язалась з підпільниками через шкільного товариша І. Войцехівського. Ігор рекомендував Ларису підпільному центру. Вміла підробляти фашистські документи.
Була також розвідницею. Переносила до партизанських загонів зброю, шрифти, документи та листівки. Партизани звали її «зіронькою».Знання німецької мови дало можливість Ларисі ходити в табір радянських військовополонених. З її допомогою вдалося звільнити кілька людей.
17 липня 1942 року під час одного з важких моментів у житті вінницького підпілля (низка арештів і розстрілів) Ляля потрапила в полон. Прямо із заводу по виготовленню свічок (там вона працювала на той час) дівчину було кинуто до в'язниці для допитів, які вона витримала. Згодом Лариса була відправлена вдруге до концентраційного табору у Гнівані. Звільнитись вдалося лише у квітні 1943 року за допомогою підкупу вінницького німецького чиновника.
У конспіративній квартирі вона жила під псевдонімом Лукія Степко. Підпільний комітет доручив їй роздобути типографський шрифт. Ляля впоралась із завданням. Це дало змогу обладнати підпільну друкарню «Україна». Добре законспірована друкарня діяла до повного звільнення Вінниці. За цей час надруковали і поширили близько 70 тисяч листівок.
З травня 1943 року Ляля Ратушна — розвідниця і зв'язкова вінницького підпілля.

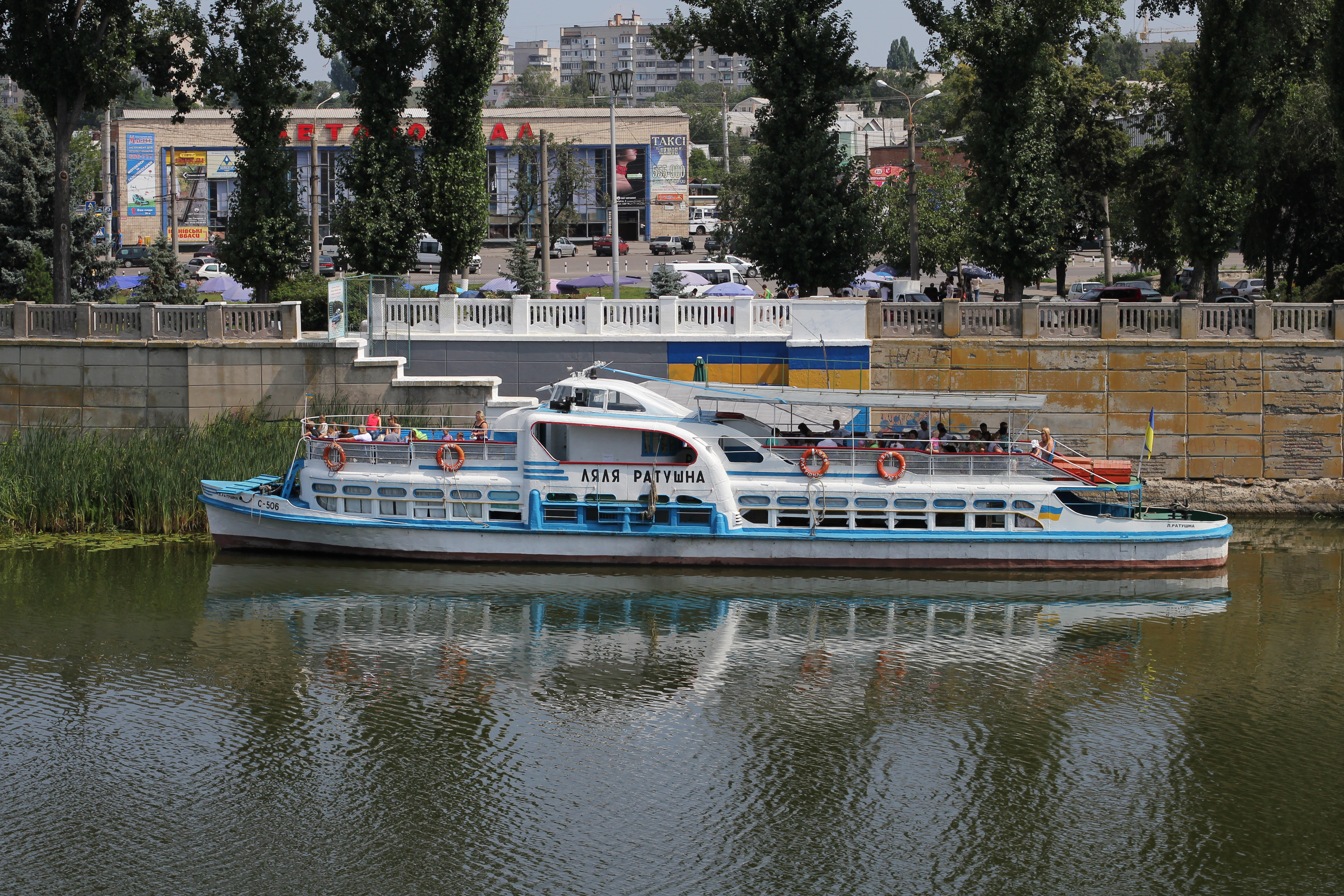
Теплохід «Ляля Ратушна»

У березні 1944, під час боїв за Вінницю, загинула за невідомих обставин; повоєнні розслідування не встановили дійсних причин загибелі. Поховали її на вінницькому кладовищі. Згодом останки Лялі Ратушної були перенесені до Парку Слави у сквері Козицького в центральній частині міста Вінниці.

## Вшанування пам'яті
За видатні заслуги, мужність і героїзм, виявлені в боротьбі проти німецьких окупантів у період Другої Світової війни Указом Президії Верховної Ради СРСР від 8 травня 1965 року зв'язковій Вінницької міської підпільної партійної організації Ратушній Ларисі Степанівні посмертно присвоєно звання Героя Радянського Союзу.
У 1965 році за рішенням міськвиконкому Палацу піонерів і школярів присвоєне ім'я Героя Радянського Союзу Лариси Степанівни Ратушної. Перед Палацом дітей та юнацтва встановлене погруддя вінничанки. Її ім'ям названа одна з вулиць міста Вінниці, а по Південному Бузі ходить теплохід «Ляля Ратушна».
У селищі Тиврів Лялі Ратушній була посвячена меморіальна дошка на будівлі Тиврівської районної ради та Тиврівської районної державної адміністрації. На дошці вказана коротка інформація про Ларису Степанівну і її час проведений в містечку Тиврів.
Вулиця Лялі Ратушної є у містах Вінниця, Іллінці, Хмільник.